# Kristoffer Halvorsen
Kristoffer Halvorsen (Kristiansand, 13 de abril de 1996) é um ciclista profissional norueguês. Actualmente corre com a equipa profissional de categoria UCI World Team a Team INEOS 

## Palmarés
2016
- 3º no Campeonato da Noruega em Estrada
- 1 etapa do Tour de l'Avenir
- Grande Prêmio de Isbergues
- 2 etapas do Tour de Olympia
- Campeonato Mundial em Estrada sub-23

2017
- Handzame Classic
- 1 etapa do Tour de l'Avenir

2019
- 1 etapa do Herald Sun Tour[2]

## Equipas
- Joker Icopal (2016-2017)
- Sky/INEOS (2018-)
  - Team Sky (2018-04.2019)
  - Team INEOS (05.2019-)